# Lista siturilor arheologice din județul Olt - M
Lista siturilor arheologice din județul Olt - M conține toate siturile arheologice din județul Olt înscrise în Repertoriul Arheologic Național (RAN) și aflate în localități al căror nume începe cu litera M. RAN este administrat de Ministerul Culturii și Patrimoniului Național și cuprinde date științifice, cartografice, topografice, imagini și planuri, precum și orice alte informații privitoare la zonele cu potențial arheologic, studiate sau nu, încă existente sau dispărute.
Puteți căuta un sit din localitățile care încep cu litera M folosind formularul de mai jos sau puteți naviga prin toate siturile din județ la Lista siturilor arheologice din județul Olt.
| Cod RAN                                | Denumire | Localitate                          | Adresă    | Datare                                 | Descoperit | Coordonate | Imagine           | Erori            |
| -------------------------------------- | --- | ----------------------------------- | --------- | -------------------------------------- | ---------- | ---------- | ----------------- | ---------------- |
| 130099.01.01 (Cod LMI: OT-I-s-B-08517) | Așezarea Latene de la Mărgăritărești - "La Cetate" / ansamblu anonim (Categorie: locuire civilă) (Tip: Așezare fortificată)                 | sat Mărgăritești, comuna Voineasa   | La Cetate | geto-dacică sec. V - III a. Chr.       |            |            | Încărcați imagine | Raportați eroare |
| 130099.02.01 (Cod LMI: OT-I-s-B-08518) | Așezarea Glina de la Mărgăritărești / ansamblu anonim (Categorie: locuire civilă) (Tip: Așezare)                                            | sat Mărgăritești, comuna Voineasa   |           | Glina                                  |            |            | Încărcați imagine | Raportați eroare |
| 127545.01.01 (Cod LMI: OT-I-s-A-08519) | Villa rustica de la Mihăești / ansamblu anonim (Categorie: locuire civilă) (Tip: Villa rustica)                                             | sat Mihăești, comuna Mihăești       |           | sec. II-III                            |            |            | Încărcați imagine | Raportați eroare |
| 127607.01.01 (Cod LMI: OT-I-s-A-08520) | Așezarea Latene de la Milcovu din Vale - "Islaz" / ansamblu anonim (Categorie: locuire civilă) (Tip: Așezare fortificată)                   | sat Milcovu din Vale, comuna Milcov | Islaz     | geto-dacică sec. I a. Chr. - I p. Chr. |            |            | Încărcați imagine | Raportați eroare |
| 126291.01.01                           | Descoperirile izolate de la Mărunței - Gura Văii / ansamblu anonim (Categorie: descoperiri izolate de artefacte) (Tip: descoperiri izolate) | sat Mărunței, comuna Colonești      | Gura Văii |                                        |            |            | Încărcați imagine | Raportați eroare |
| 126291.01.02                           | Descoperirile izolate de la Mărunței - Gura Văii / ansamblu anonim (Categorie: descoperiri izolate de artefacte) (Tip: descoperiri izolate) | sat Mărunței, comuna Colonești      | Gura Văii | Sălcuța                                |            |            | Încărcați imagine | Raportați eroare |